# Eure
Die Eure [œːʀ], in älterer Zeit Autura, ist ein Fluss im Nordwesten Frankreichs. Sie entspringt im Regionalen Naturpark Perche, bei La Lande-sur-Eure, in einer Höhe von 220 Metern, wo mehrere Quellbäche die Eure bilden. Sie entwässert in ihrem Oberlauf nach Südosten, dreht bei Chartres auf Norden und mündet nach rund 229 Kilometern in Saint-Pierre-lès-Elbeuf als linker Nebenfluss in die Seine. Bei der Flussmündung handelt es sich um eine sogenannte verschleppte Mündung: obwohl bei Pont-de-l’Arche die Seine schon erreicht ist, verläuft die Eure noch weitere sechs Kilometer parallel zur Seine, bis zu ihrer endgültigen Einmündung.
Nach der Eure sind zwei Départements benannt, nämlich Eure und Eure-et-Loir.

## Durchquerte Départements
in der Region Normandie
- Orne
- Eure
- Seine-Maritime

in der Region Centre-Val de Loire
- Eure-et-Loir

## Orte am Fluss
(Reihenfolge in Fließrichtung)
- La Lande-sur-Eure
- Courville-sur-Eure
- Saint-Georges-sur-Eure
- Chartres
- Maintenon
- Nogent-le-Roi
- Dreux
- Marcilly-sur-Eure
- Ézy-sur-Eure
- Ivry-la-Bataille
- Pacy-sur-Eure
- Louviers
- Val-de-Reuil
- Pont-de-l’Arche
- Saint-Pierre-lès-Elbeuf